# L'Últim Indi
L'Últim Indi és el nom artístic del cantautor Eduard Costa (Banyoles, 1977), que fins al 2018 havia estat un dels quatre components d'Els Amics de les Arts. Està acompanyat en la producció pel balear Caïm Riba.
El març del 2019 publicà el seu primer disc amb el títol L'Últim Indi, produït per Clipper's Sound. És descrit com una barreja de pop i de sons ancestrals.